# Coccoloba brasiliensis
Coccoloba brasiliensis är en slideväxtart som beskrevs av Nees & Mart.. Coccoloba brasiliensis ingår i släktet Coccoloba och familjen slideväxter. Inga underarter finns listade i Catalogue of Life.